# Sohrab Shahid Saless
Sohrab Shahid Saless (Sohrāb Shahǐd-Sāles; * 28. Juni 1944 in Qazvin; † 2. Juni 1998 in Washington, D.C.) war ein iranischer Filmregisseur, Drehbuchautor und Dissident.

## Leben
1962 ging er im Alter von 18 Jahren von Teheran nach Wien, um Regie und Dramaturgie zu studieren. Später erkrankte er an Tuberkulose und zog nach Paris, wo er weiter studierte. Nach seiner Rückkehr in den Iran drehte er etwa 20 Dokumentarfilme für das iranische Kulturministerium, darunter einige über die „Weiße Revolution“ des Schahs Mohammad Reza Pahlavi und den technischen Fortschritt, der so auch in den Iran kam. 1971 erhielt er eine Goldmedaille beim Teheraner Festival. Für den Spielfilm Ein einfaches Ereignis wurde er mehrfach international ausgezeichnet. 1974 verließ Saless als Gegner des Schah-Regimes den Iran. Viele seiner Spielfilme fanden internationale Anerkennung. Tabiate Bijan/Stillleben, sein letzter persischer Film, wurde 1974 bei den Berliner Filmfestspielen mit dem „Silbernen Bären“ ausgezeichnet. Die Filme, die er in der Folgezeit drehte, brachten ihm höchste Anerkennung ein. 1981 erhielt er für Grabbes letzter Sommer den Adolf-Grimme-Preis in Gold für die Regie (zusammen mit Thomas Valentin für das Drehbuch und Wilfried Grimpe als Darsteller). Für seine Filme machte er sich seinen Lieblingsautor Anton Tschechow zum Vorbild. Seine häufig düsteren Filme erzählen von der Einsamkeit, Unterdrückung und dem Leid. Es gab nie gefällige oder modische Schnittfolgen. Der Rhythmus verweigerte sich der bequemen Rezeption. Sie schildern scheinbar einfache, alltägliche Ereignisse, die durch ruhige, genaue Bilder ins Beispielhafte gehoben werden.
Mehrmals drohte Saless die Abschiebung: „Die Aufenthaltserlaubnis ersetzt nicht die Arbeitserlaubnis“ wurde ihm in seinen Pass gestempelt. Nach dem bescheidenen Erfolg von Utopia übersiedelte er in die ČSSR. Dort entstand sein Film Hans – Ein Junge in Deutschland, der auf dem Roman Die blaue Stunde von Hans Frick beruht. Später drehte er Rosen für Afrika. Sein letzter Film in Deutschland entstand 1991 in Zusammenarbeit mit dem ZDF. Das Drehbuch dazu schrieb er in seinen ruhigen Stunden in Oldenburg, wohin Saless sich gern zurückzog. Schließlich wanderte er nach Chicago in den USA aus und starb 1998 in Washington D.C.
Eine umfassende Retrospektive organisierte das Zeughauskino Berlin im Sommer 2016 in Zusammenarbeit mit dem Filmmuseum München, wo die Filme im Winter 2016/17 gezeigt wurden. Unterstützung erfuhr die Retrospektive durch Farschid Ali Zahedi und das in Oldenburg ansässige Archiv Saless. Seit 2021 arbeitet das Goethe-Institut mit dem Projekt Shahid-Saless-Archiv an der Restaurierung und Digitalisierung der Filme. Anlässlich seines achtzigsten Geburtstages widmete das Filmfest München 2024 Sohrab Shahid Saless eine Hommage, die von Behrang Samsami und Daniel Asadi Faezi kuratiert wurde.

## Filmografie
- 1969: Budjnurdischer Tanz
- 1969: Darwsches Treffen
- 1969: Aufstehung
- 1969: Zweite Asiatische Ausstellung
- 1970: Turkmenischer Folklore Tanz
- 1970: Tanz der Torbate Djam
- 1972: Ob?
- 1972: Schwarz und Weiß
- 1973: Ein einfaches Ereignis (Kinofilm, Iran)
- 1974: Stillleben (Kinofilm, Iran)
- 1974: In der Fremde (Kinofilm, BRD)
- 1975: Reifezeit (Kinofilm, Coproduktion mit dem ZDF, BRD)
- 1976: Tagebuch eines Liebenden (Kinofilm, Coproduktion mit dem WDR, BRD)
- 1978: Die langen Ferien der Lotte Eisner (Fernsehfilm WDR, Frankreich)
- 1979: Ordnung (Kinofilm, Koproduktion ZDF, BRD)
- 1980: Grabbes letzter Sommer (Fernsehfilm RB, BRD)
- 1981: Tschechow ein Leben (Fernsehfilm für WDR, SFB, SWF, RAI, GostelRadio/Moskau, UdSSR und BRD)
- 1983: Utopia
- 1983: Empfänger unbekannt (Fernsehfilm ZDF)
- 1984: Der Weidenbaum (Fernsehfilm für RB, Coproduktion mit der ČSSR)
- 1985: Hans – Ein Junge in Deutschland
- 1987: Wechselbalg (Fernsehfilm, SR)
- 1990: Rosen für Afrika (dreistündiger Fernsehfilm für das ZDF)

## Preise und Festivalteilnahmen
- 1972 Ob?, Bester Dokumentarfilm, Nationales Teheraner Filmfestival.
- 1972 Schwarz und Weiß, Goldene Plakette, Internationales Teheraner Kinderfilmfestival
- 1973 Ein einfaches Ereignis, Goldener Ibex für die beste Regie beim Internationalen Teheraner Filmfestival
- 1974 Preis der katholischen und evangelischen Filmjury im Rahmen des Jungen Forums bei den Internationalen Filmfestspielen Berlin
- 1974 Stillleben, Silberner Bär, Preis der internationalen Filmkritiker, Preis der evangelischen Jury, Internationale Filmfestspiele Berlin[7]
- 1975 In der Fremde, Preis der internationalen Filmkritiker, Internationale Filmfestspiele Berlin
- 1976 Reifezeit, Bronzener Hugo, Internationales Filmfestival Chicago
- 1977 Tagebuch eines Liebenden Special Film Award of British Film Institute, London Filmfestival
- 1977 Documenta 6 in Kassel
- 1980 Ordnung, Silberner Hugo, Internationales Filmfestival Chicago
- Teilnahme am Cannes Filmfestival Woche der Regisseure.
- 1981 Grabbes letzter Sommer, Adolf-Grimme-Preise mit Gold für die Regie (zusammen mit Thomas Valentin und Wilfried Grimpe), außerdem im Rahmen der Verleihung der Sonderpreis des Kultusministers von Nordrhein-Westfalen
- 1984 Utopia, Preis der Akademie der Darstellenden Künste: Bester Film des Jahres.
- 1991 Rosen für Afrika, Internationales Filmfestival Hof